# Henty
Henty – miasto w Australii, w stanie Nowa Południowa Walia.